# Bei Taouress
Bei Taouress este o comună din departamentul Mederdra, Regiunea Trarza, Mauritania, cu o populație de 2.744 locuitori.